# Evangelische Kirche (Heusweiler)

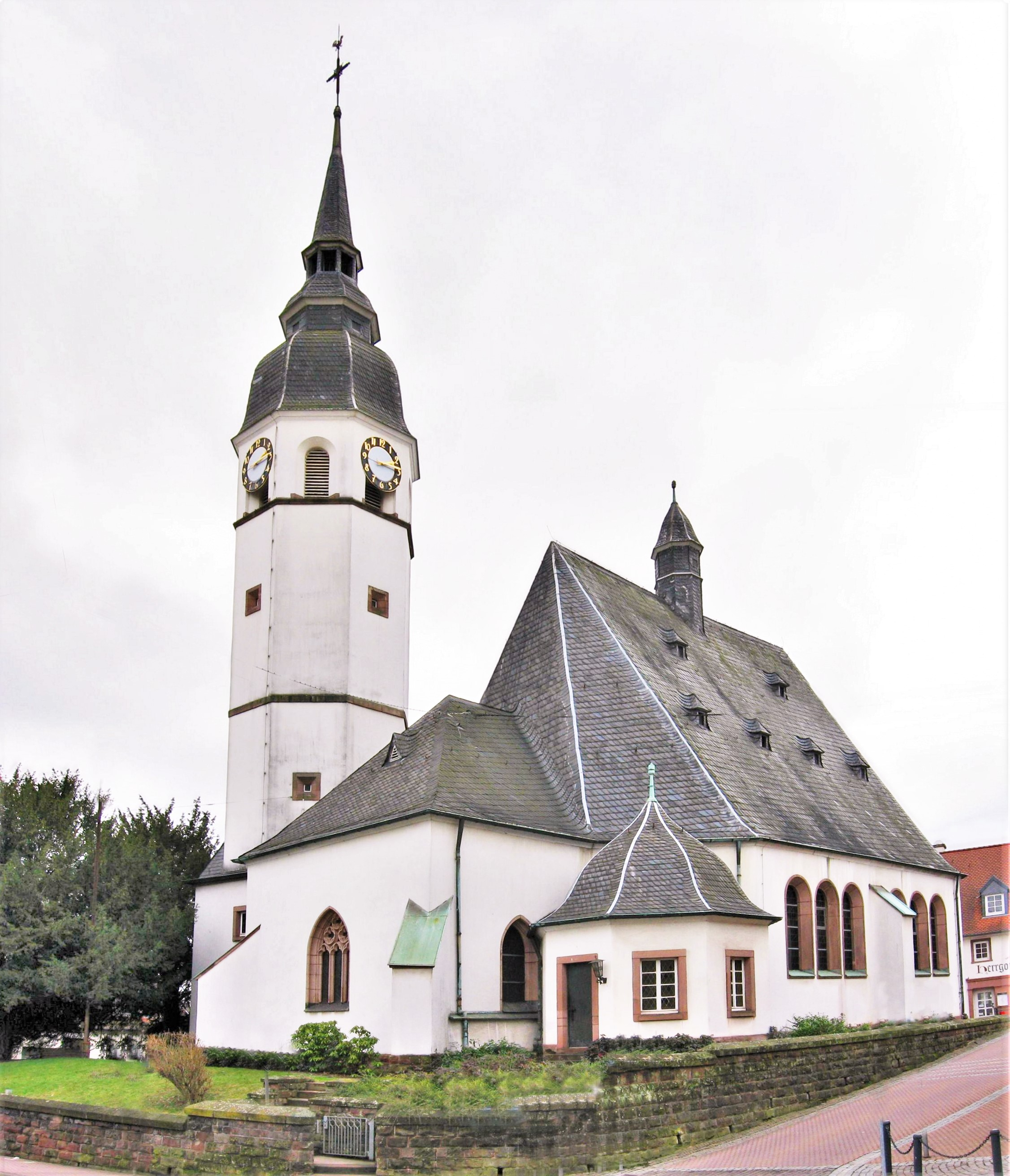
Die evangelische Kirche in Heusweiler

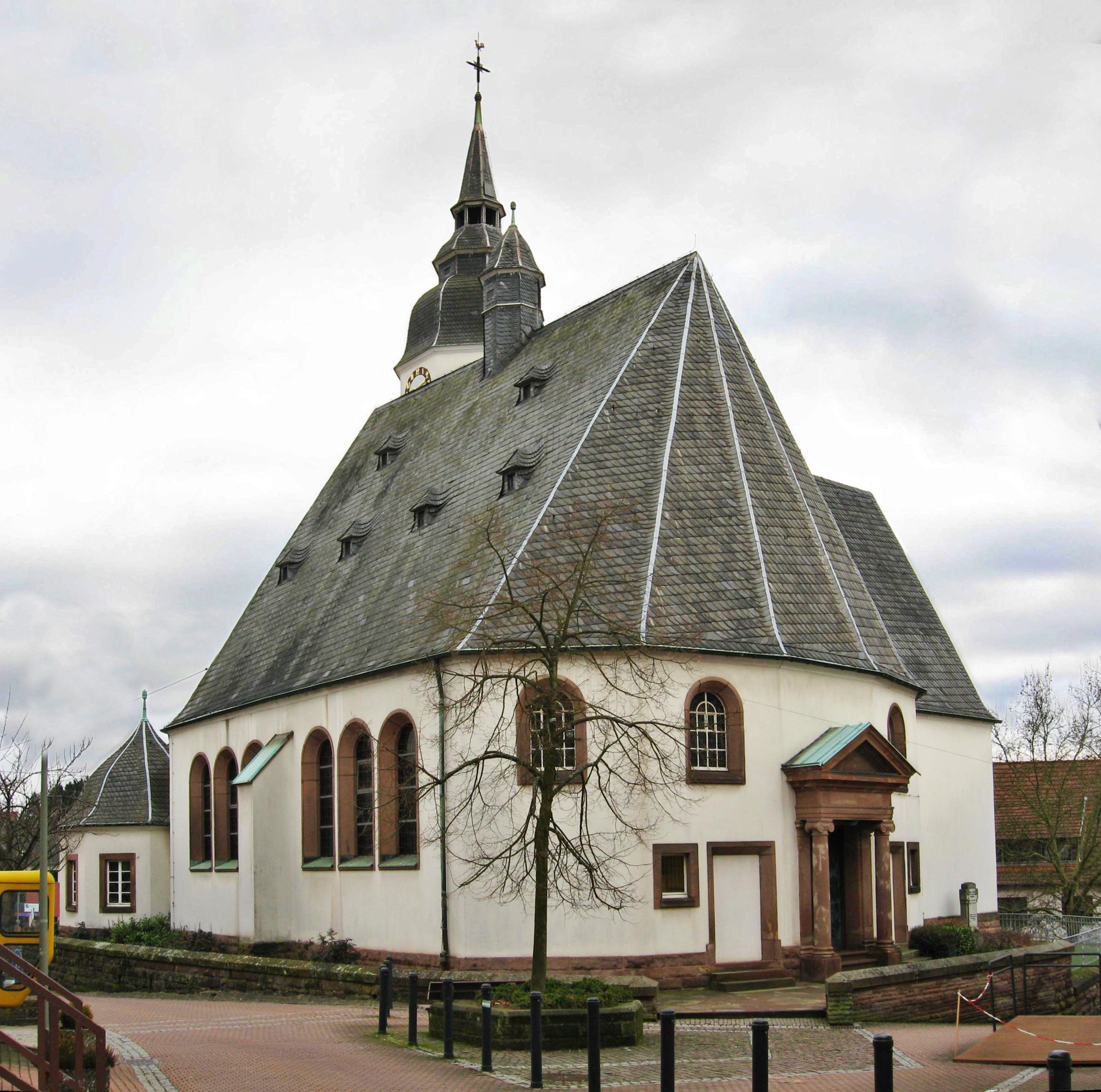
Weitere Ansicht der Kirche

Die Evangelische Kirche Heusweiler ist die Pfarrkirche der Evangelischen Kirchengemeinde im saarländischen Heusweiler im Kirchenkreis Saar-West der Evangelischen Kirche im Rheinland. In der Denkmalliste des Saarlandes ist die Kirche als Einzeldenkmal aufgeführt.

## Geschichte
Die Kirche wurde im 14. Jahrhundert als Pfarrkirche der 1330 erstmals in der Taxa generalis (Verzeichnis kirchlichen Besitzes des Erzbistums Trier) erwähnten Pfarrei Huswillre erbaut. Bis heute erhalten blieb der Chorraum. Das Gotteshaus war eine Stiftung der Grafen von Saarbrücken und dem heiligen Martin geweiht. 1575 wurde in der Grafschaft Saarbrücken die Reformation eingeführt, und somit wurde die katholische Pfarrkirche protestantisch.
Nachdem im Jahr 1619 eine Restaurierung der Kirche erfolgt war, wurde das Gotteshaus 1651 zerstört.
Im Zuge der Reunionspolitik in der zweiten Hälfte des 17. Jahrhunderts, durch die Heusweiler unter französische Herrschaft kam, verfügte der königliche Intendant Antoine Bergeron de la Goupillière im Jahre 1684 die gemeinsame Nutzung von Gotteshäusern durch Protestanten und Katholiken in denjenigen Orten mit nur einem Kirchengebäude. In der Folge wurde die Kirche in Heusweiler zur Simultankirche.
1685 wurde die zerstörte Kirche einer Restaurierung unterzogen und 1719 durch den Anbau eines barocken Kirchenschiffes erweitert. 1863 endete das Simultaneum, als die katholische Pfarrkirche Mariä Heimsuchung eingeweiht wurde. 1911 wurde das Kirchenschiff abgerissen und bis 1912 durch einen Neubau nach Plänen des Architekten Robert Rupp ersetzt. Der spätmittelalterliche Chor, an den seitlich jeweils ein Turm und eine Sakristei angefügt wurden, wurde in den Neubau miteinbezogen.
Ab 1955 und in den Jahren 1966 bis 1967 wurde das Kirchengebäude Restaurierungsmaßnahmen unterzogen. Die Restaurierung in den 1960er Jahren erfolgte nach Plänen des Architekten Horbach (Heusweiler). 2008 wurde das Dach des Kirchturms durch die Firma Josef Fritsch (Heusweiler) restauriert.

## Ausstattung
Die beiden Altarfenster entwarf Glasmaler und Architekt György Lehoczky (Saarbrücken) im Jahr 1959.
Zur Ausstattung gehört auch ein Sakramentsschrein aus dem 15. Jahrhundert. Anfang der 1990er Jahre wurde die alte Altar-Umschrift wieder angebracht. Rechts neben dem klassizistisch gestalteten Portal steht ein Grabstein.

### Orgel

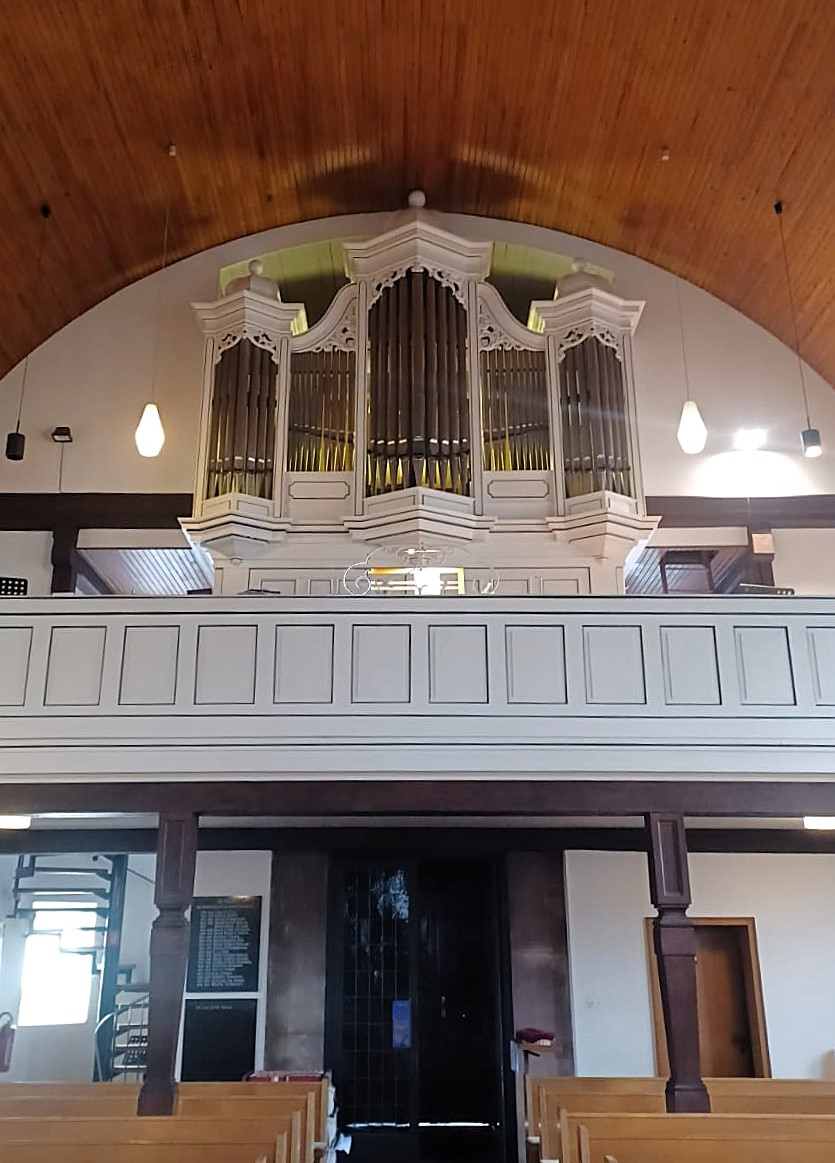
Mayer-Orgel aus dem Jahr 1981 im Gehäuse von Walcker (1912).

Im Jahr 1912 erhielt die Kirche eine Orgel der Firma E. F. Walcker & Cie (Ludwigsburg). Das Instrument verfügte über 26 Register verteilt auf zwei Manuale und Pedal. Kegelladen, bzw. Taschenladen im Pedalwerk, sorgten für den Wind. Die Spiel- und Registertraktur war pneumatisch.
Unter Verwendung von Teilen der Walcker-Orgel wurde im Jahr 1981 durch die Firma Hugo Mayer (Heusweiler) ein neues Instrument erbaut. Das Gehäuse wurde von der Vorgängerorgel übernommen. Das Schleifladen-Instrument verfügt über 23 Register, verteilt auf zwei Manuale und Pedal. Die Spieltraktur ist mechanisch, die Registertraktur elektrisch. Die Disposition lautet wie folgt:
| I Hauptwerk C–g3 |                 |       |
| 1.               | Principal       | 8′    |
| 2.               | Singend Gedackt | 8′    |
| 3.               | Octave          | 4′    |
| 4.               | Hohlflöte       | 4′    |
| 5.               | Quinte          | 2 ⁄3′ |
| 6.               | Flachflöte      | 2′    |
| 7.               | Mixtur 4f       | 1 ⁄3′ |
| 8.               | Trompete        | 8′    |
|                  | Tremulant       |       |

| II Schwellwerk C–g3 |                  |       |
| 9.                  | Bleigedackt      | 8′    |
| 10.                 | Quintade         | 8′    |
| 11.                 | Principal        | 4′    |
| 12.                 | Rohrflöte        | 4′    |
| 13.                 | Octave           | 2′    |
| 14.                 | Quinte           | 1 ⁄3′ |
| 15.                 | Terzflöte        | 4⁄5′  |
| 16.                 | Scharffcymbel 3f | 1⁄2′  |
| 17.                 | Oboe             | 8′    |
|                     | Tremulant        |       |

| Pedal C–f1 |                 |     |
| 18.        | Subbaß          | 16′ |
| 19.        | Octave          | 8′  |
| 20.        | Gedackt         | 8′  |
| 21.        | Octave          | 4′  |
| 22.        | Schweizerpfeife | 2′  |
| 23.        | Holzposaune     | 16′ |

- Koppeln: II/I, I/P, II/P
- Spielhilfen: 8 Setzerkombinationen, Tutti